# Hirofumi Yoshimura
Hirofumi Yoshimura (吉村 洋文, Yoshimura Hirofumi) és un polític japonés el qual és actualment Governador d'Osaka des de 2019. Anteriorment ha desenvolupat divereses tasques en la política, com ara el de 20é alcalde d'Osaka (2015-2019). Forma part del Nippon Ishin no Kai i del partit regionalista Associació de la Restauració d'Osaka.

## Carrera política

### Regidor d'Osaka
A les eleccions locals unificades del Japó de 2011 Yoshimura va ser elegit regidor de la cambra legislativa municipal d'Osaka com a membre de l'Associació de la Restauració d'Osaka, formació política liderada llavors per Tōru Hashimoto, governador d'Osaka.

### Cambra de Representants
A les eleccions generals japoneses de 2014 Yoshimura fou elegit membre de la Cambra de Representants del Japó com a membre del Partit de la Innovació. Tot i que no va guanyar al seu oponent al districte electoral, el liberaldemòcrata Yasuhide Nakayama, Yoshimura va poder accedir a la cambra per la circumscripció proporcional.
Poc temps després d'haver sigut elegit, Yoshimura va haver d'abandonar el seu escó per substituir a Hashimoto que havia anunciat el seu desig de retirar-se de la primera línia política després de la derrota al referèndum sobre el projecte de metròpolis d'Osaka de 2015.

### Alcalde d'Osaka
Inicialment, Yoshimura no va ser considerat per l'opinió general com un guanyador de les eleccions a alcalde d'Osaka, perà va donar la sorpresa quan va derrotar per un ampli marge al candidat del partit del govern, el PLD, en les eleccions. El 18 de desembre de 2015 Yoshimura va ser nomenat alcalde.
Poc després d'arribar a l'alcaldia, Yoshimura va cridar al governador Ichirō Matsui per fer una àrea conjunta entre institucions per treballa per a fer d'Osaka una "co-capital" del Japó que allotjara part de les institucions del govern japonés.

### Governador d'Osaka
L'abril del 2019 i en virtut de les eleccions locals unificades del Japó de 2019, Yoshimura va ser elegit governador de la prefectura d'Osaka guanyant contra el candidat únic de l'oposició, Tadakazu Konishi, que es presentà amb el suport agrupat del PLD, demobudistes, PDC, PPG i els comunistes i socialdemòcrates.